# Spirit, l'étalon des plaines (jeu vidéo)
Pour les articles homonymes, voir Spirit.
Spirit, l'étalon des plaines (Spirit: Stallion of the Cimarron) est un jeu vidéo d'action-aventure développé par Hyperspace Cowgirls et édité par THQ, sorti en 2002 sur Game Boy Advance. Il est adapté du long métrage d'animation Spirit, l'étalon des plaines.

## Accueil
- AllGame : 1,5/5[1]